# Фінал Кубка Іспанії з футболу 1957
Фінал Кубка Іспанії з футболу 1957 — футбольний матч, що відбувся 16 червня 1957 року. У ньому визначився 55-й переможець кубка Іспанії.

## Шлях до фіналу
| Бароселона        | Бароселона | Бароселона               | Раунд      | Еспаньйол         | Еспаньйол | Еспаньйол                |
| ----------------- | ---------- | ------------------------ | ---------- | ----------------- | --------- | ------------------------ |
| Суперник          | Результат  | Матчі                    |            | Суперник          | Результат | Матчі                    |
| Атлетіко (Мадрид) | 13–3       | 5–2 на виїзді; 8–1 вдома | 1/8 фіналу | Атлетік (Більбао) | 3–0       | 3–0 вдома; 0–0 на виїзді |
| Реал Мадрид       | 8–3        | 2–2 на виїзді; 6–1 вдома | 1/4 фіналу | Сельта            | 3–2       | 2–1 вдома; 1–1 на виїзді |
| Реал Сосьєдад     | 10–2       | 5–1 на виїзді; 5–1 вдома | 1/2 фіналу | Валенсія          | 2–1       | 1–0 вдома; 1–1 на виїзді |

## Подробиці
| 16 червня 1957 |

| Барселона    | 1:0      | Еспаньйол |
| ------------ | -------- | --------- |
| Сампедро 80' | Протокол |           |

| Монжуїк, Барселона Глядачів: 75 000 Арбітр: Даніель Сарікіегуї |

|  |  |

| В                |  | Антоні Рамальєтс          |
| З                |  | Жоан Сегарра (к)          |
| З                |  | Хоакім Бруке              |
| З                |  | Ферран Олівелья           |
| ПЗ               |  | Енрік Женсана             |
| ПЗ               |  | Марті Верхес              |
| Н                |  | Франсіско Сампедро        |
| Н                |  | Ладіслав Кубала           |
| Н                |  | Еулохіо Мартінес          |
| Н                |  | Рамон Альберто Вільяверде |
| Н                |  | Естаніслао Басора         |
| Тренер:          |  |                           |
| Доменек Балманья |  |                           |

| В              |  | Хосе Вісенте Трайн    |
| З              |  | Агустін Фаура         |
| З              |  | Ката (к)              |
| З              |  | Антоніо Архілес       |
| ПЗ             |  | Давід Касамітхана     |
| ПЗ             |  | Еміліо Жаміс          |
| Н              |  | Оскар Коль            |
| Н              |  | Хосе Састре           |
| Н              |  | Антоніо Круельяс      |
| Н              |  | Освальдо Гарсія Нарді |
| Н              |  | Хосе Марія Руїс       |
| Тренер:        |  |                       |
| Рікардо Самора |  |                       |